# Gravedad Modificada (MOG)
"Scalar–tensor–vector gravity" (STVG) es una teoría modificada de la gravedad desarrollada por John Moffat, un investigador en el Instituto de Perímetro para Física Teórica en Waterloo, Ontario. La teoría es también a menudo conocida por el acrónimo MOG (Gravedad Modificada).

## Visión general
La teoría Gravedad Modificada (MOG), está basada en un principio de acción y postula la existencia de un campo de vector, mientras elevan las tres constantes de la teoría a campos escalares.
STVG ha sido utilizada exitosamente para explicar curvas de rotación de la galaxia, los perfiles de masa de grupos de galaxia, efectos gravitacionales en el Grupo de Bala y observaciones cosmológicas sin la necesidad de materia oscuro. En una escala más pequeña, en el sistema solar, STVG pronostica la no desviación observable de la relatividad general. La teoría también puede ofrecer una explicación para el origen de la inercia.

## Observaciones
STVG/MOG Ha sido aplicada exitosamente a una gama de fenómenos astronómicos, astrofísicos, y cosmológicos.
En la escala del Sistema Solar, la teoría no pronostica ninguna desviación de los resultados de Newton y Einstein. Esto es también cierto para cúmulos de estrellas que contienen no más de un máximo de unas cuantos millones de masas solares.
Las teoría da explicación para las curvas de rotación de galaxias de espiral, correctamente reproduciendo el Tully-Fisher ley.
STVG concuerda con los perfiles de masa de cúmulos de galaxia.
STVG explica también las observaciones cosmológicas claves, incluyendo:
- Los picos acústicos en la radiación cósmica de fondo de microondas;
- La expansión acelerada del universo que se observan en las observaciones de supernovas;
- El espectro de poder de la materia del universo que se observa en la correlación de galaxia-galaxia .